# Воденицата
„Воденицата“ е местност и малък квартал на град София, България, разположен в район „Овча купел“, на 7,7 километра западно от центъра на града.
Намира се между Околовръстния път и десния бряг на Суходолската река и граничи с квартал „Суходол“ на юг и с невключени в квартали обработваеми и неизползвани земи в другите посоки.

## Улици и произход на имената им
| Път     | Наречен на            | Местоположение |
| ------- | --------------------- | -------------- |
| „Перла“ | Перла, вид минералоид | Карта          |